# Teatro New Amsterdam
El teatro New Amsterdam (New Amsterdam Theatre en inglés) es un teatro de Broadway ubicado entre la 214 Oeste de la calle 42 entre la séptima y la octava avenida en el Distrito teatral de Manhattan, Nueva York a las afueras de Times Square. Fue diseñado y construido entre 1902 y 1903 por la firma de arquitectos Herts & Tallant. En 1904, la misma empresa añadió un jardín en el tejado en donde se estrenaron las producciones más arriesgadas.
Durante muchos años, el teatro fue la sede de las revistas Ziegfeld Follies y Scandals, ambas propiedad de Eva Le Gallienne. En 1937 fue utilizado como sala de cine y cerrado en 1985. Más tarde, The Walt Disney Company compró y reformó el local entre 1995 al 1997 por Hardy Holzman Pfeiffer para acaparar obras teatrales producidas por la compañía Disney.
Tanto el exterior Beaux Arts como el interior Art Nouveau del edificio, se consideran monumentos protegidos por la ciudad de Nueva York desde 1979. En 1980 fue registrado como lugar histórico.
Junto con el Lyceum, también construido en 1903, es el teatro más antiguo que todavía se conserva. Actualmente acoge el musical Aladdin de Disney Theatrical Group.